# Новоникольский (Ставропольский край)
Новонико́льский — хутор в Степновском районе (муниципальном округе) Ставропольского края России.
До 16 марта 2020 года входил в состав муниципального образования «Сельское поселение Варениковский сельсовет».

## Варианты названия
- Ново-Никольский,
- Новый Никольский[4].

## География
Расстояние до краевого центра: 202 км.
Расстояние до районного центра: 21 км.

## Население
| 1925 | 1989 | 2002 | 2010 | 2014 |
| ---- | ---- | ---- | ---- | ---- |
| 271  | ↘200 | ↗240 | ↗252 | ↗300 |

По данным переписи 2002 года, в национальной структуре населения русские составляли 54 %, чеченцы — 26 %.

## Кладбище
В границах хутора расположено общественное открытое кладбище.